# Кубок Хейнекен 1998/1999
Кубок Хейнекен 1998/1999 — четвёртый розыгрыш главного клубного турнира в европейском регби. Финальный матч прошёл 30 января 1999 года на стадионе «Лэнсдаун Роуд» в Дублине. Английские клубы не приняли участия в кубке ввиду разногласий между английским Регбийным союзом и организаторами турнира.

## Команды
| Франция                                                        | Уэльс                                            | Ирландия                            | Шотландия                                   | Италия                    |
| -------------------------------------------------------------- | ------------------------------------------------ | ----------------------------------- | ------------------------------------------- | ------------------------- |
| - «Стад Франсе» - «Бордо» - «Перпиньян» - «Тулуза» - «Коломье» | - «Лланелли» - «Нит» - «Эббу-Вейл» - «Понтиприт» | - «Ленстер» - «Манстер» - «Ольстер» | - «Эдинбург Рейверс» - «Глазго Каледонианс» | - «Петрарка» - «Бенеттон» |

## Групповой этап

### Группа 1
| Команда       | И | В | Н | П | Попытки + | Попытки - | Разница | Очки + | Очки - | Разница | Турнирные очки |
| ------------- | - | - | - | - | --------- | --------- | ------- | ------ | ------ | ------- | -------------- |
| «Стад Франсе» | 6 | 5 | 0 | 1 | 27        | 10        | 17      | 219    | 117    | 102     | 10             |
| «Лланелли»    | 6 | 3 | 0 | 3 | 12        | 22        | −10     | 113    | 180    | −67     | 6              |
| «Ленстер»     | 6 | 2 | 0 | 4 | 17        | 12        | 5       | 141    | 124    | 17      | 4              |
| «Бордо»       | 6 | 2 | 0 | 4 | 11        | 23        | −12     | 127    | 179    | −52     | 4              |

### Группа 2
| Команда     | И | В | Н | П | Попытки + | Попытки - | Разница | Очки + | Очки - | Разница | Турнирные очки |
| ----------- | - | - | - | - | --------- | --------- | ------- | ------ | ------ | ------- | -------------- |
| «Перпиньян» | 6 | 5 | 0 | 1 | 35        | 13        | 22      | 238    | 108    | 130     | 10             |
| «Манстер»   | 6 | 4 | 1 | 1 | 17        | 13        | 4       | 144    | 108    | 36      | 9              |
| «Нит»       | 6 | 1 | 1 | 4 | 14        | 27        | −13     | 118    | 194    | −76     | 3              |
| «Петрарка»  | 6 | 1 | 0 | 5 | 8         | 21        | −13     | 79     | 169    | −90     | 2              |

### Группа 3
| Команда            | И | В | Н | П | Попытки + | Попытки - | Разница | Очки + | Очки - | Разница | Турнирные очки |
| ------------------ | - | - | - | - | --------- | --------- | ------- | ------ | ------ | ------- | -------------- |
| «Ольстер»          | 6 | 4 | 1 | 1 | 23        | 20        | 3       | 197    | 168    | 29      | 9              |
| «Тулуза»           | 6 | 4 | 0 | 2 | 31        | 11        | 20      | 234    | 103    | 131     | 8              |
| «Эдинбург Рейверс» | 6 | 2 | 1 | 3 | 21        | 14        | 7       | 179    | 146    | 33      | 5              |
| «Эббу-Вейл»        | 6 | 1 | 0 | 5 | 11        | 41        | −30     | 114    | 307    | −193    | 2              |

### Группа 4
| Команда              | И | В | Н | П | Попытки + | Попытки - | Разница | Очки + | Очки - | Разница | Турнирные очки |
| -------------------- | - | - | - | - | --------- | --------- | ------- | ------ | ------ | ------- | -------------- |
| «Коломье»            | 6 | 4 | 0 | 2 | 22        | 10        | 12      | 176    | 121    | 55      | 8              |
| «Понтиприт»          | 6 | 3 | 0 | 3 | 13        | 16        | −3      | 160    | 141    | 19      | 6              |
| «Бенеттон»           | 6 | 3 | 0 | 3 | 13        | 13        | 0       | 142    | 150    | −8      | 6              |
| «Глазго Каледонианс» | 6 | 2 | 0 | 4 | 10        | 19        | −9      | 121    | 187    | −66     | 4              |

## Жеребьёвка
| № | Победитель группы     | Очки | Попытки | Разница очков |
| - | --------------------- | ---- | ------- | ------------- |
| 1 | «Перпиньян»           | 10   | 35      | +130          |
| 2 | «Стад Франсе»         | 10   | 27      | +102          |
| 3 | «Ольстер»             | 9    | 23      | +29           |
| 4 | «Коломье»             | 8    | 22      | +55           |
| № | Второе место в группе | Очки | Попытки | Разница очков |
| 5 | «Манстер»             | 9    | 17      | +36           |
| 6 | «Тулуза»              | 8    | 31      | +131          |
| 7 | «Понтиприт»           | 6    | 13      | +19           |
| 8 | «Лланелли»            | 6    | 12      | −67           |

## Плей-офф

### Четвертьфинал
| 11 декабря 1998 г. 19:15 | «Ольстер» | 15 — 13 | «Тулуза» | «Рэйвенхилл» Зрителей: 11 500 |
| 11 декабря 1998 г. 19:15 |           |         |          | «Рэйвенхилл» Зрителей: 11 500 |

| 12 декабря 1998 г. 15:00 | «Перпиньян» | 34 — 17 | «Лланелли» | «Стад Эм Жираль» Зрителей: 10 000 |
| 12 декабря 1998 г. 15:00 |             |         |            | «Стад Эм Жираль» Зрителей: 10 000 |

| 12 декабря 1998 г. 15:30 | «Стад Франсе» | 71 — 14 | «Понтиприт» | «Стад Жан-Буэн» Зрителей: 5 000 |
| 12 декабря 1998 г. 15:30 |               |         |             | «Стад Жан-Буэн» Зрителей: 5 000 |

| 13 декабря 1998 г. 15:00 | «Коломье» | 23 — 9 | «Манстер» | «Стад Селери» Зрителей: 8 000 |
| 13 декабря 1998 г. 15:00 |           |        |           | «Стад Селери» Зрителей: 8 000 |

### Полуфинал
| 9 января 1999 г. 13:00 | «Ольстер» | 33 — 27 | «Стад Франсе» | «Рэйвенхилл» Зрителей: 20 000 |
| 9 января 1999 г. 13:00 |           |         |               | «Рэйвенхилл» Зрителей: 20 000 |

| 9 января 1999 г. 14:45 | «Коломье» | 10 — 6 | «Перпиньян» | «Стадьом Мунисипаль» Зрителей: 30 000 |
| 9 января 1999 г. 14:45 |           |        |             | «Стадьом Мунисипаль» Зрителей: 30 000 |

### Финал
| 30 января 1999 г. 14:45 | «Ольстер»                                   | 21 — 6 | «Коломье»                     | «Лэнсдаун Роуд», Дублин Зрителей: 49 000 Судья: Клэйтон Томас |
| 30 января 1999 г. 14:45 | Пен.: Саймон Мэйсон (6) Дроп: Дэвид Хамфрис | отчёт  | Пен.: Лоран Лаби Микаэль Карр | «Лэнсдаун Роуд», Дублин Зрителей: 49 000 Судья: Клэйтон Томас |